# Franz Paul

Franz Paul

Franz Paul (* 21. März 1911 in Essen; † 15. April 1985 in Hamburg) war ein deutscher Politiker (NSDAP).

## Leben und Tätigkeit
Franz Paul besuchte von 1917 bis 1925 die Volksschule. Anschließend absolvierte er eine kaufmännische Lehre. Ergänzend dazu besuchte er die Berufsschule. Von 1928 bis 1933 war er kaufmännischer Angestellter und zudem Jugendführer im Bund der Kaufmannsjugend.
Zum 1. Mai 1933 trat Paul der NSDAP bei (Mitgliedsnummer 3.039.378). Ab demselben Jahr war Paul als hauptamtlicher Gaujugendreferent bei der DAF beschäftigt. Ab 1936 war er parallel als Sozialabteilungsleiter bei der HJ und als Gaujugendwalter bei der DAF tätig. Nach Beginn des Zweiten Weltkrieges leistete er Militärdienst. Ab Mitte August 1942 war er als HJ-Oberbannführer Leiter des HJ-Gebietes Hamburg. Im Juni 1943 wurde er zum Beigeordneten der Stadt Hamburg ernannt. 
Am 5. August 1943 trat Paul als Ersatzmann für den verstorbenen Abgeordneten Wilhelm Kohlmeyer in den nationalsozialistischen Reichstag ein, in dem er den Wahlkreis 34 (Hamburg) vertrat.